# 1991 год в СССР и России
Ниже перечислены события, произошедшие в 1991 году в СССР и России.

## Январь

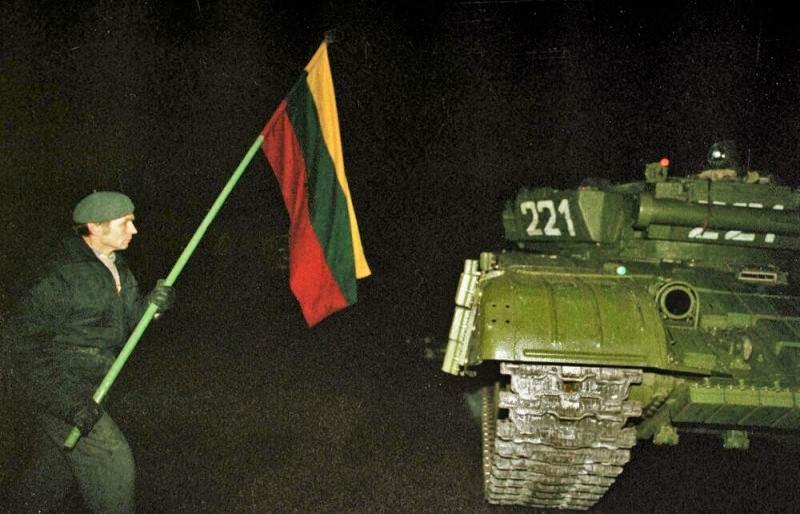
События в Вильнюсе 13 января

- 1 января — в СССР начал действовать 5 % налог с продаж
- 5 января — приказ министра обороны СССР о направлении в Прибалтику воздушно-десантных войск для обеспечения призыва новобранцев в армию (опубликован 8 января)
- 5—6 января — южноосетинская война: в Цхинвали введены части грузинской милиции. В городе вспыхнули бои с применением гранатомётов. Части МВД Грузии были выведены из столицы Южной Осетии 26 января.
- 11 января
  - Распад СССР: попытка государственного переворота в Литве. Создан «Комитет национального спасения», провозгласивший себя единственной законной властью в республике
  - Антикоммунист Владимир Воронцов совершил убийство и предпринял попытку убийства в Калуге
- 13 января
  - Распад СССР: в Таллине Председатель ВС РСФСР Борис Ельцин подписал договор об основах межгосударственных отношений РСФСР и прибалтийских республик, в котором стороны признавали друг друга суверенными государствами
  - Распад СССР: В час ночи отряд спецназа и группа «Альфа» взяли штурмом телецентр в Вильнюсе. Население оказало массовое противодействие захвату. В результате операции погибло 15 человек
- 14 января — Председателем Кабинета министров СССР назначен Валентин Павлов (до 22 августа)
- 20 января
  - Распад СССР: В Риге произошла перестрелка с участием рижского ОМОНа у МВД Латвийской Республики. Убито 4 человека.(См. События января 1991 года в Риге).
  - Крупная демонстрация в Москве, в знак протеста против событий в Вильнюсе. Более 100 тысяч участников (по другим данным — от 200 до 300 тысяч человек) требовали отставки президента СССР Михаила Горбачёва, а также выступали против применения военной силы советской армией в отношении Литвы
- 22 января — Кабинетом Министров СССР принято постановление «О прекращении приёма к платежу денежных знаков Госбанка СССР достоинством 50 и 100 рублей образца 1961 года и порядке их обмена и ограничении выдачи наличных денег со вкладов граждан» («Павловская реформа»)
- 25 января — В СССР обнародован указ о совместном патрулировании в крупных городах МВД и армии
- 28 января — городу Куйбышев возвращено историческое название Самара

## Февраль
- 9 февраля — Распад СССР: «Избирательная консультация» в Литве: участвовали 84 % избирателей, 90,4 % из них высказались за независимую демократическую Литовскую республику
- 12 февраля — Распад СССР: Исландия первой в мире признала независимость Литвы
- 19 февраля — в интервью Центральному телевидению Б. Н. Ельцин заявил, что отмежевывается от политики Президента СССР и требует его отставки
- 21 февраля
  - В Беринговом море произошло землетрясение магнитудой 6,7. Самое сильное зарегистрированное землетрясение в этом районе
  - На заседании Верховного Совета РСФСР было оглашено «письмо шести» (заместителей председателя Верховного Совета С. Горячевой и Б. Исаева, председателей обеих палат В. Исакова и Р. Абдулатипова и их заместителей А. Вешнякова и В. Сыроватко), в котором критиковался авторитарный стиль Б. Н. Ельцина в руководстве работой Верховного Совета
- 22—24 февраля — массовые митинги в Москве в поддержку Б. Н. Ельцина
- 23 февраля
  - Пожар в гостинице «Ленинград» унёс жизни 16 человек, в том числе 9 пожарных.
  - Митинг в Москве на Манежной площади военнослужащих и сторонников КПСС за сохранение СССР, за гражданский мир, согласие и дальнейшую демократизацию общества, организованный депутатскими группами «Союз» и «Москва». Впервые на столь массовой манифестации были выражены недоверие Борису Ельцину и поддержка действующего президента СССР Михаила Горбачёва
- 26 февраля — Перед гостиницей «Москва» прошла сорокатысячная манифестация в защиту гласности. Собравшиеся требовали отменить запрет телепрограммы «Взгляд»
- Февраль — в СССР в Москве прошли массовые демонстрации демократической оппозиции

## Март

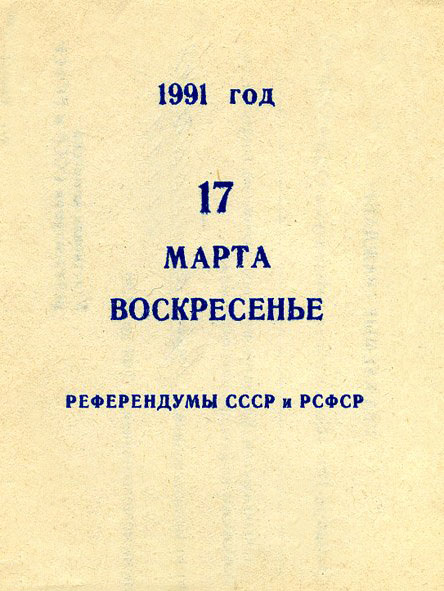
Приглашение на референдум 17 марта 1991 года

- 1 марта — В СССР начались шахтёрские забастовки, наряду с экономическими требованиями выдвигались и политические, в том числе отставка Михаила Горбачёва (забастовки продолжались до мая)
- 3 марта — Распад СССР: «Избирательные консультации» в Латвии и Эстонии. В первой за независимость высказались 73,6 % голосовавших, во второй — 77,8 %
- 10 марта — 500-тысячный митинг в Москве на Манежной площади. Главные лозунги акции — отставка Президента СССР Михаила Горбачёва, поддержка Бориса Ельцина, активное участие во всесоюзном референдуме. Организаторы: «Демократическая Россия», «Московское объединение избирателей», общество «Мемориал»
- 13 марта — сформирован Совет безопасности СССР, в который вошли консерваторы
- 14 марта — бывший лидер ГДР Эрих Хонеккер по личному распоряжению Михаила Горбачёва на советском военном самолёте был тайно вывезен в СССР из Германии, где был выдан ордер на его арест
- 17 марта — Состоялся Всесоюзный референдум о сохранении СССР. 6 республик бойкотировали его проведение. На референдуме избиратели проголосовали за предложенный Михаилом Горбачёвым проект создания обновлённой федерации социалистических суверенных республик. Участвовало около 80 % населения, 76 % за обновлённый Союз. В России — 71,34 % за Союз, 69,85 % за прямые выборы Президента РСФСР.
- 18 марта — южноосетинская война (1991—1992): убийство в Ередви
- 21 марта — по просьбе ряда российских депутатов о «защите» ВС СССР запретил митинг в Москве в связи с предстоящим созывом 3-го Съезда советов народных депутатов РСФСР
- 23 марта — Авиакатастрофа в аэропорту Навои (Узбекистан, СССР).
- 26 марта — Опубликовано решение Кабинета Министров СССР о запрещении с 26 марта по 15 апреля 1991 года митингов и демонстраций в Москве
- 28 марта — открытие III Съезда народных депутатов РСФСР. Ввод войск в Москву под предлогом защиты народных депутатов от «морального террора» демонстрантов, требование Съезда о выводе, многотысячная демонстрация и митинг на Садовом кольце. На следующий день войска выведены
- 29 марта — установлены дипломатические отношения между СССР и Панамой
- 31 марта — Распад СССР: в Грузии прошёл референдум о восстановлении государственного суверенитета. В референдуме приняло участие 90,79 % избирателей, 99,08 % из которых проголосовали за восстановление государственного суверенитета Грузии.

## Апрель
- 2 апреля — реформа цен в СССР: увеличены цены на ряд товаров
- 4 апреля — Распад СССР: Верховный Совет СССР обратился к Верховным Советам республик в связи с «бюджетной войной» — невыполнением республиками обязательств по перечислению в госбюджет средств на сумму более чем в 36 млрд рублей
- 9 апреля
  - Распад СССР: во вторую годовщину трагедии в Тбилиси Верховный Совет Республики Грузия провозгласил государственный суверенитет Грузии и независимость от СССР
  - Начался вывод советских войск из Польши.
- 23 апреля — Новоогарёвский процесс: в Ново-Огарёве (СССР) парафирован новый союзный договор (9 республик и союзный центр)
- 27 апреля — начал работу Свердловский метрополитен.
- 30 апреля — Карабахский конфликт: начало операции «Кольцо» сил советской армии и азербайджанского ОМОНа по взятию под контроль НКАО. Операция предусматривала депортацию армянского населения и продолжалась до августа

## Май

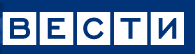
Логотип программы «Вести»

- 13 мая — по Российскому каналу ЦТ начало вещания РТВ и первый выпуск в эфире информационной телевизионной программы Вести
- 17 мая — Вышел в эфир первый выпуск программы "Джентльмен-шоу" на РТВ.
- 18 мая — в СССР осуществлён запуск космического корабля «Союз ТМ-12», приземление 10 октября 1991 года.
- 19 мая 1991 года остров Дама́нский площадью 0,74 км² на реке Уссури, на границе с Россией, в 230 км южнее Хабаровска и 35 км западнее Лучегорска отдан Китаю.
- 20 мая — Перестройка в СССР: Верховный Совет СССР принял Закон «О порядке выезда из Союза Советских Социалистических Республик и въезда в Союз Советских Социалистических Республик граждан СССР», разрешавший свободный выезд граждан СССР за границу (вступил в силу с января 1993 года.)
- 22 мая — Съезд народных депутатов СССР принял решение о выборах через пять лет президента и вице-президента СССР путём всенародного голосования
- 22—25 мая — Распад СССР: погромы таможенных пунктов Латвии и Литвы рижским и вильнюсским ОМОНом
- 23 мая
  - Распад СССР: Верховный Совет Молдавии постановил изменить официальное название Молдавской ССР на Республика Молдова
  - Катастрофа самолёта Ту-154Б-1 в аэропорту Пулково (Ленинград). Вследствие нарушения экипажем техники пилотирования при заходе на посадку самолёт разрушился. Погибли 13 пассажиров и 2 человека на земле.
- 26 мая — Распад СССР: Президентом Грузии избран Звиад Гамсахурдия (набрал 87 % голосов)
- 27 мая — Завершён вывод советских войск из Чехословакии

## Июнь
- 7 июня — Распад СССР: Верховный Совет Украинской ССР принял решение о немедленном переходе под юрисдикцию УССР союзных предприятий и организаций, расположенных на территории республики
- 8 июня — Общенациональный конгресс чеченского народа провозгласил независимую Чеченскую Республику Нохчи-Чо. Начало двоевластия в Чечне
- 11 июня — США выделили СССР новый кредит в размере $ 1,5 млрд на продовольствие
- 12 июня
  - Борис Ельцин избран Президентом РСФСР. Первые всенародные выборы главы государства в России. Вице-президентом избран Александр Руцкой
  - Прошли первые выборы мэров Москвы (избран Гавриил Попов) и Ленинграда (избран Анатолий Собчак).
  - На первых президентских выборах в Татарстане избран единственный кандидат Минтимер Шаймиев.
- 17 июня — Новоогарёвский процесс: в СССР, в Ново-Огарёво, главы 9 республик вторично парафировали проект нового Союзного договора
- 28 июня — распущен Совет экономической взаимопомощи

## Июль
- 1 июля

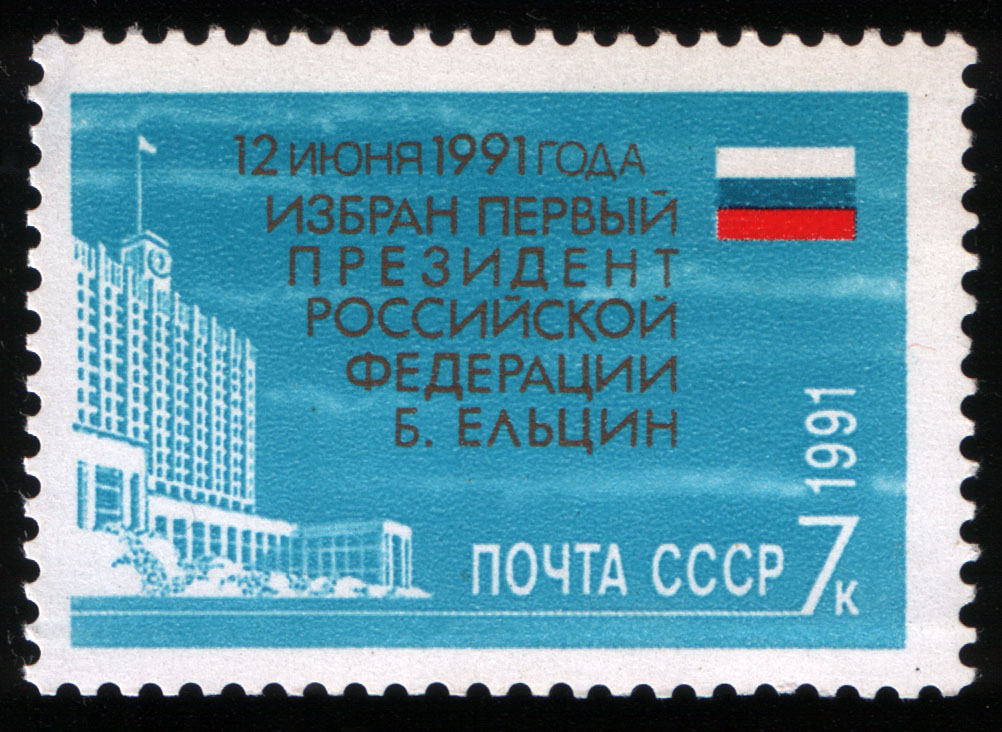
Марка, посвящённая избранию Бориса Ельцина Президентом России

  - В Праге (Чехословакия) официально расторгнут Варшавский договор
  - Завершён вывод советских войск из Венгрии
  - Верховный Совет СССР принял Закон «Об основных началах разгосударствления и приватизации предприятий»
  - В СССР начата официальная регистрация безработных. В Москве и других городах открылись биржи труда.
- 4 июля — В Москву прибыла парламентская делегация Албании — впервые с 1961 года
- 8—19 июля — состоялся XVII Московский кинофестиваль. Главный приз получил фильм «Пегий пёс, бегущий краем моря» (СССР—ФРГ)
- 10 июля — Борис Ельцин принёс присягу в качестве президента России
- 17—18 июля — в Лондоне прошло совещание «Большой Семёрки» с участием СССР
- 29 июля — Распад СССР: РСФСР признала независимость Литвы
- В ночь с 30 на 31 июля — Распад СССР: на литовский таможенный пункт вблизи деревни Мядининкай, на границе с Белорусской ССР произошло нападение, в результате 7 человек были убиты, один — тяжело ранен.
- 31 июля — в Москве президент США Джордж Буш и президент СССР Михаил Горбачёв подписали Договор о сокращении стратегических вооружений, согласно которому в обеих странах арсеналы ракет большой дальности должны быть уменьшены на одну треть

## Август

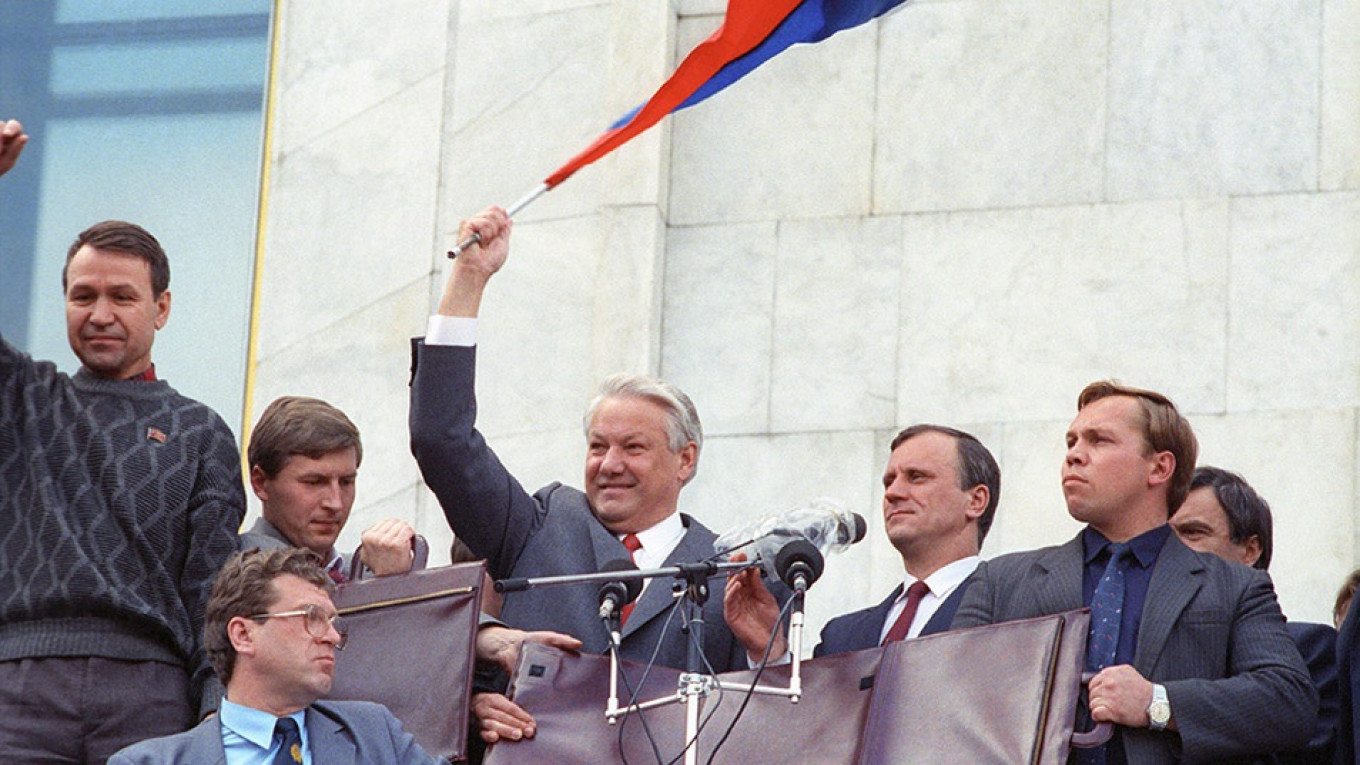
Борис Ельцин после поражения ГКЧП. 22 августа

- 5 августа — в Литве введён в обращение Литовский талон — временная национальная валюта, используемая параллельно с советским рублём после объявления независимости от СССР.
- 6 августа — В рамках военно-морских учений была проведена операция Бегемот-2, во время которой советской АПЛ К-407 «Новомосковск» были успешно запущены 16 баллистических ракет Р-29РМ. Ни до, ни после этих учений столь массового пуска МБР с борта подводной лодки нигде в мире не производилось.
- 18 августа — изоляция президента СССР М. С. Горбачёва в Крыму
- 19—22 августа — Августовский путч в СССР: Создание Государственного комитета по чрезвычайному положению (ГКЧП). Объявление чрезвычайного положения в отдельных районах страны. Ввод войск в Москву. Обращение президента и правительства РСФСР «К гражданам России», в котором действия ГКЧП характеризуются как государственный переворот, и содержится призыв к населению дать отпор «гэкачепистам». Начало массовых митингов и демонстраций в Москве
- 20 августа
  - Августовский путч в СССР: в Москве у Белого дома собрались около 100 000 человек, протестующих против переворота
  - Распад СССР: Эстония провозгласила независимость от СССР
- 21 августа
  - Августовский путч в СССР: ГКЧП ввиду массовых акций протеста отдал приказ о выводе войск из Москвы. Открытие Чрезвычайной сессии ВС РСФСР. Отбытие А. В. Руцкого и И. С. Силаева в Крым для встречи с М. С. Горбачёвым. Возвращение Горбачёва в Москву
  - Распад СССР: Латвия провозгласила независимость от СССР
- 22 августа
  - Августовский путч в СССР: Арест членов ГКЧП. У Белого дома состоялся многотысячный митинг в ознаменование победы демократических сил. На флагштоке над Белым домом впервые поднят российский флаг.
  - Верховный Совет РСФСР принял Постановление № 1627/I-I «Об официальном признании и использовании Национального флага РСФСР», в соответствии с которым был утверждён бело-лазорево-алый Национальный флаг РСФСР (с 1994 года этот день отмечается как День Государственного флага Российской Федерации)
- 23 августа — Указ Президента Российской Федерации «О приостановлении деятельности Коммунистической партии РСФСР»
- 24 августа
  - В СССР Михаил Горбачёв подал в отставку с поста Генерального секретаря ЦК КПСС и призвал ЦК КПСС объявить о самороспуске партии, а республиканские и местные организации — самим определить свою судьбу
  - Распад СССР: в обстановке вынесения вотума недоверия Кабинету Министров СССР полномочия союзного правительства переданы вновь сформированному Комитету по оперативному управлению народным хозяйством СССР во главе с Иваном Силаевым
  - Распад СССР: Украина провозгласила независимость от СССР

## Декабрь
- 8 декабря — подписание Беловежских соглашений
- 12 декабря — Вступление в СНГ[1]
- 21 декабря — подписание Алма-Атинской декларации
- 25 декабря — Президент СССР М. С. Горбачёв объявил о прекращении своей деятельности на посту президента СССР
- 26 декабря — Верховным Советом СССР принята декларация № 142-Н о прекращении существования СССР в связи с образованием СНГ, также издано распоряжение № 141—Н об освобождении народных депутатов СССР от выполнения служебных обязанностей на постоянной основе в Совете Союза Верховного Совета СССР и в органах палаты со 2 января 1992 года
- 28 декабря — Президиум Верховного Совета РСФСР принял постановление об упразднении Верховного Суда СССР, Высшего Арбитражного Суда СССР и Прокуратуры СССР со 2 января 1992 года

## Без точных дат
- Успенский собор Московского Кремля включён в состав Государственного историко-культурного заповедника "Московский Кремль" (Музеи Московского Кремля)[2].